# Blijven slapen (televisieprogramma)
Blijven slapen is een Vlaams televisieprogramma dat wordt uitgezonden door VTM 2. In het programma brengen twee vrijgezellen minstens 24 uur samen met elkaar door in een luxueus huis om te ontdekken of ze een potentiële match vormen.

## Format
In het programma gaan twee Vlaamse vrijgezellen met elkaar samen in een huis overnachten om te daten met elkaar. Er zijn twee verschillende locaties, waardoor er elke aflevering twee koppels gevolgd worden.  Deze koppels gaan onafhankelijk van elkaar te werk en zien elkaar dan ook niet.
De kandidaten zorgen zelf voor het amusement in het huis. Zo moeten ze zelf eten klaarmaken en elkaar beter leren kennen door gesprekken te voeren en samen activiteiten in het huis te ondernemen, zoals elkaar masseren, op een spelcomputer spelen, samen relaxen in de hottub of de strijd aangaan op de tennisbaan. Na een nachtje slapen moeten de kandidaten beslissen of ze hun tijd in het huis samen willen verlengen of dat ze een punt zetten achter hun date. Het verblijf in het huis kan uiteindelijk verlengd worden tot vier dagen, echter moeten ze elke dag samen beslissen of ze het willen verlengen.
Als een koppel beslist om het huis te verlaten of wanneer hun termijn van vier dagen is afgelopen komen er twee nieuwe vrijgezellen in het huis om de liefde te ontdekken.

## Achtergrond
Het televisieprogramma wordt opgenomen in twee luxehuizen die zich bevinden op een domein van 2.500 vierkante meter  in Koningshooikt, een deelgemeente van Lier.
Het programma is gebaseerd op het Nederlandse datingprogramma Lang leve de liefde dat sinds 2020 wordt uitgezonden door SBS6.